# Erdstall Ratgöbluckn

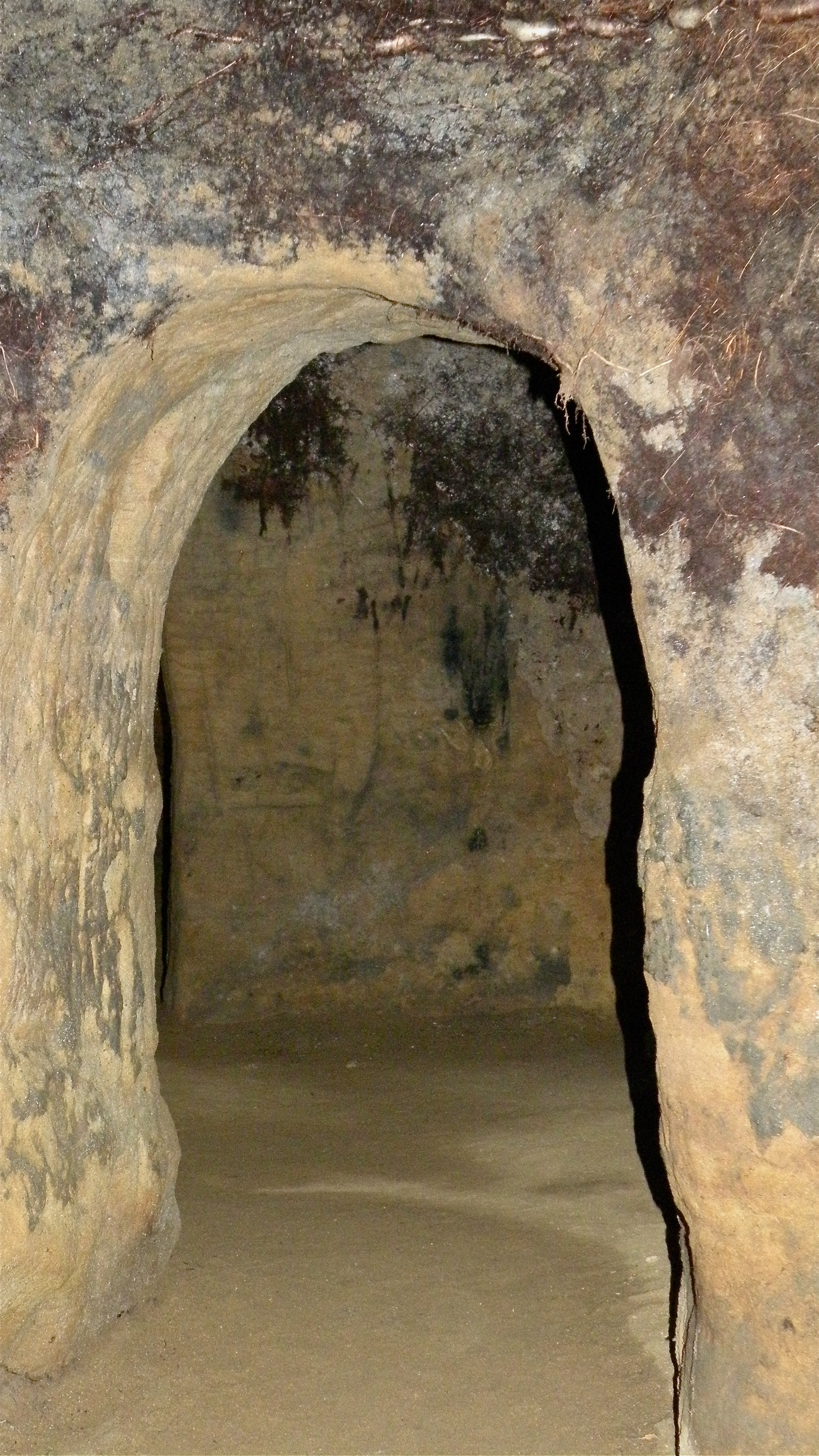
Durchgang im Erdstall Ratgöbluckn in Perg

Der Erdstall Ratgöbluckn in Perg ist der größte gefahrlos begehbare Erdstall im Mühlviertel.
Er befindet sich in der Stadtgemeinde Perg am Rand des Machlands im Bezirk Perg in Oberösterreich und steht als schützenswertes Kulturgut unter Denkmalschutz.

## Beschreibung
Der Erdstall befindet sich in dem 1881 vom Verschönerungsverein als Spazierweg angelegten, nach der Gemahlin Erzherzog Rudolfs, Prinzessin Stephanie von Belgien, benannten Stephaniehain. Es handelt sich in der äußeren Hälfte um ein in Sandstein und in der inneren Hälfte in Flins (verwitterter Granit) gehauenes, unterirdisches, stark verzweigtes Gänge- und Kammernsystem, das zu einem unbekannten Zeitpunkt zu nicht näher bestimmbaren Zwecken angelegt und im Verlauf der Jahrhunderte um mehrere Kammern im vorderen Teil erweitert wurde. 1905 veranlasste der damalige Kommunevorstand von Perg, Michael Fries, dass der Erdstall durch Stützen und Mauerungen in den Gängen vor dem Einsturz bewahrt wurde.
Die Anlage wurde 1944 im Auftrag des Landrates Gustav Brachmann im Rahmen eines Schulprojektes unter der Leitung von Hauptschuldirektor Karl Stummer von Schülern der 4. Klasse Hauptschule Perg untersucht, vermessen und in einem Plan festgehalten:
Demnach hat das größtenteils ausreichend hohe und leicht begehbare Gängenetz eine Gesamtlänge von 106 Metern und besteht aus 22 Gangstücken beziehungsweise Röhren, die 8 Kammern oder breitere Räume miteinander verbinden, in denen sich 2 Sitz- und 19 Lichtnischen befinden. Die Gänge sind stark ansteigend angelegt, sodass zwischen Eingang und höchstem Punkt ein Niveauunterschied von 5,4 Metern besteht. Bei dieser gründlichen Erforschung ergaben sich keine Anhaltspunkte, dass der Erdstall, wie in einigen älteren Schriften angeführt, über Verbindungsgänge zu einer Burg der Herren von Perg auf dem Dollberg, zum Markt Perg oder zu der mehrere Kilometer von Perg entfernt gelegenen Burg Mitterberg verfügte. Die üppigen Dimensionen lassen Buchautor Robert Bouchal vielmehr vermuten, dass die Ratgöbluckn in der noch erhaltenen Ausbaustufe eher eine mittelalterliche oder neuzeitliche Kelleranlage war.

## Denkmalgeschützte museale Freilichtanlage

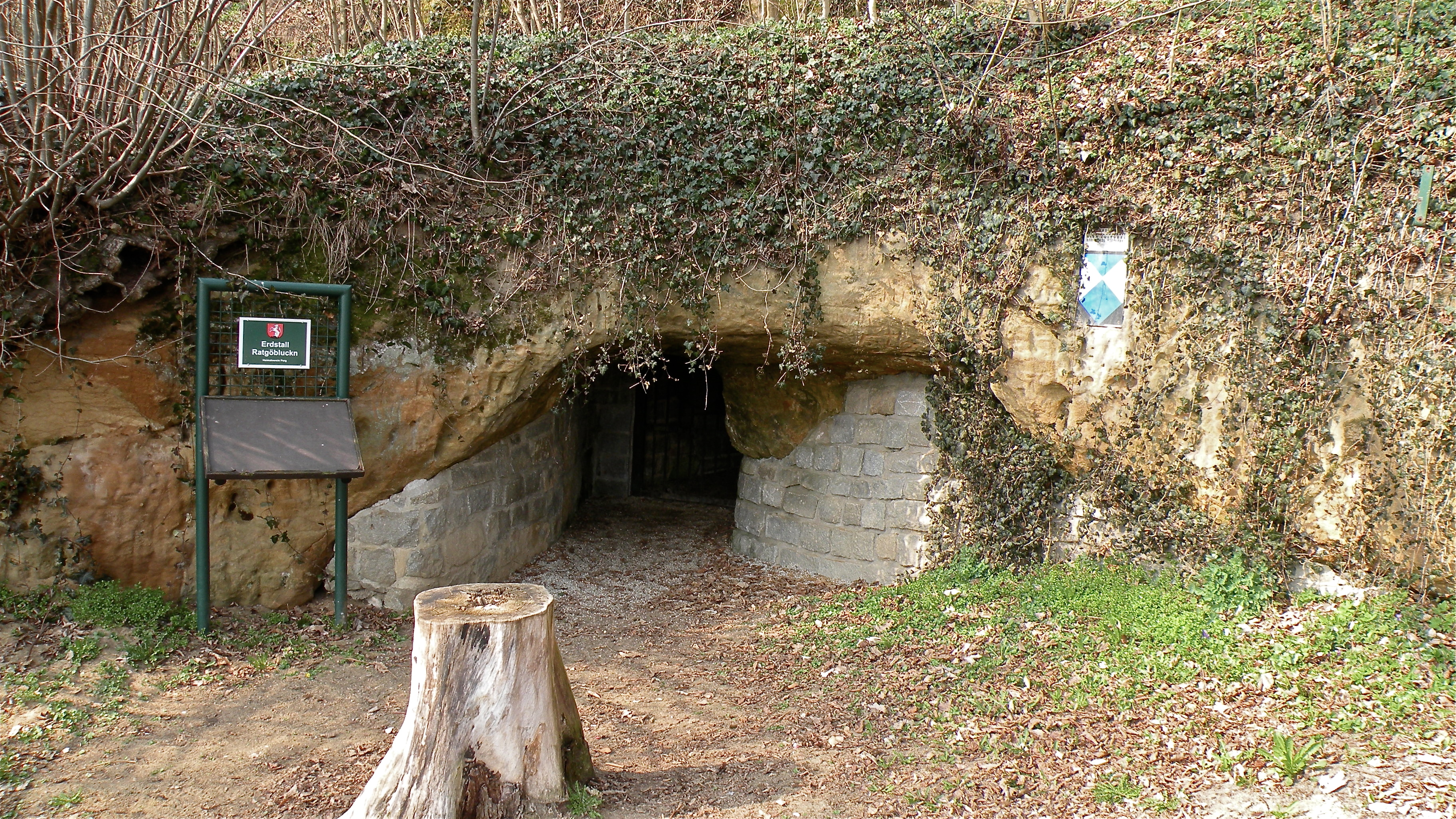
Eingangsbereich des Erdstalls Ratgöbluckn in Perg

1945 erfolgte auf Veranlassung des Marktgemeindeamtes der Verschluss des Erdstalls durch eine Mauer. 1973 fasste der Heimat- und Museumsverein Perg den Beschluss, den Erdstall wieder zugänglich zu machen. 1975 wurde ein neuer Eingang freigelegt, mit Granitsteinmauern abgesichert und mit einem schmiedeeisernen Tor abgeschlossen. Seit 1976 ist der Erdstall wieder für die Allgemeinheit zugänglich. Erst 2002 wurde im Erdstall eine elektrische Beleuchtung installiert, da sich die zuvor bei Führungen verwendeten Fackeln nachteilig für den Erhaltungszustand ausgewirkt haben. Im selben Jahr bildete der Erdstall die Kulisse für einen im Auftrag des ZDF gedrehten dreiteiligen Film über den Dreißigjährigen Krieg. 2011 drehte die Theatergruppe Mining einen Kurzfilm, der bei der Begleitausstellung zur Landesausstellung 2012 in einem Verlies gezeigt wurde und seither Teil einer Dauerausstellung ist.
Die zu den Außenanlagen des Heimatmuseums Stadtmuseum Perg zählende Freilichtanlage wurde 2009 im Ensemble mit dem Mühlsteinbruch Scherer und dem Steinbrecherhaus unter Denkmalschutz (Listeneintrag) gestellt. Sie wird im Rahmen des Donauradwegs und des Donausteigs als Sehenswürdigkeit angeführt.